# 阿瓜里科縣
阿瓜里科縣（西班牙語：Cantón Aguarico），是厄瓜多爾的縣份，位於該國東部，由奧雷亞納省負責管轄，面積11,358平方公里，海拔高度50米，2001年人口4,658，人口密度每平方公里0.41人。
0°55′16″S 75°23′57″W / 0.92111°S 75.39917°W